# Gannock Castle
Gannock Castle ist eine abgegangene Burg im Dorf Tempsford in der englischen Grafschaft Bedfordshire. Sie liegt 10 km östlich von Great Barford Castle und 14,5 km östlich von Bedford Castle.

## Geschichte
Es handelte sich um ein befestigtes Herrenhaus im Stil einer Motte, das von den Normannen Ende des 12. oder Anfang des 13. Jahrhunderts errichtet wurde. Es entstand als rechteckiger Hof, der von einem Burggraben mit Ringmauer zur Verteidigung umschlossen war. Auf dem kleinen Mound im Nordostteil der Anlage soll ein Wachturm oder ein hölzerner Turm gestanden haben.
Es gibt Spekulationen, dass die Burg an Stelle einer Wikingerfestung aus dem 10. Jahrhundert gebaut wurde, weil die Wikinger, die 865 in East Anglia landeten, 921 an der Schlacht von Tempsford teilnahmen, die dort stattfand, wo später Gannock Castle entstand.

## Heute
Heute sind noch Überreste der Burg in Form von Erdwerken zu sehen und auch der Burggraben ist noch erhalten. Das Gelände, das als Scheduled Monument gilt, gehört der Verwaltung von Central Bedfordshire.
Eine geophysikalische Prospektion des Burggeländes und des angrenzenden Spielfeldes wurde von den Friends of Gannock Castle organisiert und am 29. Juni 2004 in Form einer Messung des spezifischen Widerstandes und einer Magnetometermessung durchgeführt.
Eine zweite geophysikalische Prospektion der umgebenden Felder im Westen und Süden des Geländes wurde am 1. Dezember 2006 mit einem Fluxgate Gradiometer durchgeführt.

## Restaurierung
Die Restaurierung von Gannock Castle begann 1998, und am 19. Juni 2006 fand ein Mittelalterfest zur Eröffnung statt. Der örtliche Parlamentsabgeordnete Alistair Burt war Gastredner. Auf dem Fest traten eine mittelalterliche Reenactment-Gruppe auf sowie wandernde Ménestrels und Tänzer. Viele Buden waren aufgestellt, in denen Handwerk, Bogenschießen und mittelalterliche Schaukämpfe gezeigt wurden.
Weitere Arbeiten waren die Installation von Bänken und Nistkästen für Vögel und Fledermäuse, die Wiederherstellung eines Wildblumenfeldes, die Anpflanzung von Bäumen und Büschen, die Aufstellung von Informationstafeln und die Erstellung einer „Heritage-Trail“-Broschüre.
Ein Damm wurde über den Burggraben gebaut, in dem sich das ganze Jahr über Wasser befindet. So wurde der Zugang zum Gelände verbessert. Der Damm wurde aufgeschüttet, sodass er zu einem späteren Zeitpunkt ohne Beschädigung des Denkmals entfernt werden kann.
Die Friends of Gannock Castle, Dorfbewohner von Tempsford und Freiwillige des Ivel & Ouse Countryside Project entfernten den intensiven Gestrüppbewuchs vom Gelände.
Das Burggelände ist tagsüber frei zugänglich.